# Romance in Durango
Romance in Durango è la settima traccia di Desire, uno degli album più venduti di Bob Dylan. Il primo verso della canzone è ispirato da una cartolina inviata a Jacques Levy dal commediografo Jack Gelber raffigurante dei peperoncini. Da questo verso si svilupperà poi tutta la canzone che ha come protagonisti due fidanzati che fuggono verso Durango dopo che lui ha ucciso una persona in un'osteria.
La canzone è stata tradotta in italiano da Massimo Bubola e Fabrizio De André, ed inserita nell'album del cantautore genovese Rimini; i due traducono il ritornello della canzone (che nell'originale è una lingua inventata anglo-ispanica) in una sorta di dialetto meridionale (simile al napoletano), lasciando inalterata la struttura narrativa del testo.
Una cover di questa canzone, nella versione tradotta da Bubola e De André, è stata incisa dal cantautore lombardo Andrea Parodi insieme al cantautore fiorentino Massimiliano Larocca con un arrangiamento Tex-mex, ed inclusa nell'antologia-tributo a Fabrizio De André Duemila papaveri rossi.